# تور دو فرانس ۲۰۱۳
تور دو فرانس ۲۰۱۳ صدمین دورهٔ مسابقات تور دو فرانس بود که در ۲۹ ژوئن از جزیرهٔ کرس آغاز شد و در ۲۱ ژوئیه در شانزه‌لیزهٔ پاریس به پایان رسید. تور شامل ۲۱ مرحله به مسافت ۳۴۰۳٫۵ کیلومتر بود. در پایان، کریس فروم از تیم اسکای قهرمان شد. نایرو کینتانا از تیم موویستار و جواکیم رودریگز از تیم کاتیوشا دوم و سوم شدند.
مارسل کیتل نخستین رکابزنی بود که پس از پیروزی در مرحلهٔ نخست، پیراهن طلایی را به تن کرد. در پایان مرحلهٔ دوم، این پیراهن به یان باکلانتس رسید. پس از پیروزی تیم اوریکا-گرین‌اج در تایم تریل تیمی مرحلهٔ چهارم، سیمون جرانز از این تیم صاحب پیراهن طلایی شد و در مرحلهٔ بعد، آن را به داریل ایمپی داد. پس از مرحلهٔ هشتم که نخستین مرحلهٔ کوهستانی بود، کریس فروم پیراهن طلایی را به دست آورد. او رهبری خود را تا پایان تور حفظ کرد و آن را با عملکرد خود در تایم تریل انفرادی و مراحل کوهستانی تحکیم کرد.
در سایر رده‌بندی‌های تور، نایرو کینتانا برندهٔ رده‌بندی کوهستان شد و هم‌چنین با قرارگیری در ردهٔ دوم رده‌بندی اصلی، به عنوان بهترین رکابزن جوان تور شناخته شد. پیتر ساگان در رده‌بندی امتیازی اول شد و تیم ساکسو-تینکوف برندهٔ رده‌بندی تیمی شد. کریستوف ریبلون نیز به عنوان تهاجمی‌ترین رکابزن انتخاب شد. کیتل بیشترین پیروزی مرحله‌ای را با ۴ پیروزی کسب کرد.

## تیم‌ها
۲۲ تیم در تور دو فرانس ۲۰۱۳ شرکت کردند. همهٔ ۱۹ تیم جهانی وادار به حضور در تور بودند. هم‌چنین از سه تیم حرفه‌ای قاره‌ای که مرکز آن‌ها در فرانسه بود، برای حضور در تور دعوت شد. معرفی تیم‌ها در ۲۷ ژوئن در جزیرهٔ کرس انجام شد.
هر تیم مجاز به انتخاب ۹ رکابزن بود و فهرست آغاز تور شامل ۱۹۸ رکابزن از ۳۴ کشور بود. ۵۴ رکابزن برای نخستین بار در تور شرکت می‌کردند و ۱۶۹ رکابزن توانستند تور را به پایان برسانند. میانگین سنی رکابزنان ۲۹٫۴۵ سال بود.

## مسیر و مراحل

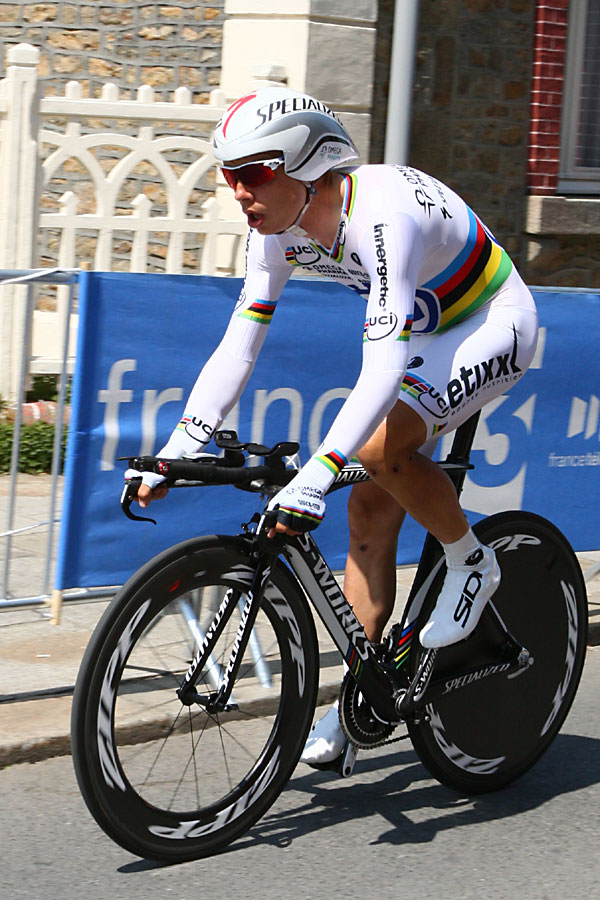
مارتین با پوشیدن رنگ‌های قهرمان جهان در مرحله ۱۱ TT در TDF ۲۰۱۳.

در ۲۴ نوامبر ۲۰۱۱ جزیرهٔ کرس به عنوان میزبان مرحلهٔ افتتاحیه معرفی شد. در ۲۴ اکتبر ۲۰۱۲ از مسیر تور رونمایی شد. برای نخستین بار از سال ۲۰۰۳، تمامی مسیر در خاک فرانسه قرار داشت.
سه مرحلهٔ ابتدایی تور در جزیرهٔ کرس برگزار شد. سپس مسابقه به نیس در سرزمین اصلی فرانسه منتقل شد. چهار مرحلهٔ بعدی در جهت غربی به سوی کوه‌های پیرنه بود. مرحلهٔ نهم میان سن-ژیرون و بنییر-دو-بیگور بود. مراحل بعدی در شمال غربی فرانسه برگزار شد و پایان مرحلهٔ دهم و یازدهم به ترتیب در سن-ملو و مون سن-میشل در نرماندی بود. در چهار مرحلهٔ بعدی رکابزنان با گذر از مرکز فرانسه به سوی جنوب شرقی آن رفتند. پنج مرحلهٔ بعد در کوه‌های آلپ و پیرامون آن برگزار شد و پس از آن مرحلهٔ پایانی در مرکز فرانسه در شانزلیزه به پایان رسید.
مسابقه شامل ۲۱ مرحله به مسافت ۳۴۰۳٫۵ کیلومتر بود که ۹۳٫۴ کیلومتر کوتاه‌تر از دورهٔ پیشین در سال ۲۰۱۲ بود. بلندترین مرحله، مرحلهٔ چهارم به مسافت ۲۲۸٫۵ کیلومتر بود. هشت مرحله به صورت مسطح، سه مرحله نیمه‌کوهستانی، هفت مرحله کوهستانی، دو مرحله تایم تریل انفرادی و یک مرحله تایم تریل تیمی بودند. مرحلهٔ پایانی برای نخستین بار در بعدازظهر برگزار شد.

## رده‌بندی نهایی
| راهنما                       | راهنما                           | راهنما                    | راهنما                                   |
| ---------------------------- | -------------------------------- | ------------------------- | ---------------------------------------- |
| پیراهن طلایی.                | نشان دهندهٔ برندهٔ رده‌بندی اصلی    | پیراهن سبز.               | نشان دهندهٔ برندهٔ رده‌بندی امتیازی         |
| پیراهن سفید با دایره‌های سرخ. | نشان دهندهٔ برندهٔ رده‌بندی کوهستان | پیراهن سفید.              | نشان دهندهٔ برندهٔ رده‌بندی رکابزن جوان     |
| پیراهن سفید با شمارهٔ زرد.    | نشان دهندهٔ برندهٔ رده‌بندی تیمی    | پیراهن سفید با شمارهٔ سرخ. | نشان دهندهٔ برندهٔ جایزهٔ تهاجمی‌ترین رکابزن |

### رده‌بندی اصلی
| رتبه | رکابزن                 | تیم                | زمان     |
| ---- | ---------------------- | ------------------ | -------- |
| ۱    | کریس فروم (UK)         | تیم اسکای          | ۸۳:۵۶:۴۰ |
| ۲    | نایرو کینتانا (COL)    | موویستار           | + ۴:۲۰   |
| ۳    | جواکیم رودریگز (ESP)   | کاتیوشا            | + ۵:۰۴   |
| ۴    | آلبرتو کونتادور (ESP)  | ساکسو-تینکوف       | + ۶:۲۷   |
| ۵    | Roman Kreuziger (CZE)  | ساکسو-تینکوف       | + ۷:۲۷   |
| ۶    | Bauke Mollema (NED)    | بلکین پرو سایکلینگ | + ۱۱:۴۲  |
| ۷    | جاکوب فوگلسانگ (DEN)   | آستانه             | + ۱۲:۱۷  |
| ۸    | آلخاندرو والورده (ESP) | موویستار           | + ۱۵:۲۶  |
| ۹    | Daniel Navarro (ESP)   | کوفیدیس            | + ۱۵:۵۲  |
| ۱۰   | Andrew Talansky (USA)  | گارمین–شارپ        | + ۱۷:۳۹  |

### رده‌بندی امتیازی
| رتبه | رکابزن                    | تیم                  | امتیاز |
| ---- | ------------------------- | -------------------- | ------ |
| ۱    | پیتر ساگان (SVK)          | کنندیل               | ۴۰۹    |
| ۲    | مارک کاوندیش (GBR)        | امگا فارما-کوئیک‌استپ | ۳۱۲    |
| ۳    | آندره گرایپل (GER)        | لوتو–بلیسول          | ۲۶۷    |
| ۴    | مارسل کیتل (GER)          | آرگوس-شیمانو         | ۲۲۲    |
| ۵    | الکساندر کریستوف (NOR)    | کاتیوشا              | ۱۷۷    |
| ۶    | Juan Antonio Flecha (ESP) | وکانسولیل–دی‌سی‌ام     | ۱۶۳    |
| ۷    | José Joaquín Rojas (ESP)  | موویستار             | ۱۵۶    |
| ۸    | Michał Kwiatkowski (POL)  | امگا فارما-کوئیک‌استپ | ۱۱۰    |
| ۹    | کریس فروم (GBR)           | تیم اسکای            | ۱۰۷    |
| ۱۰   | Christophe Riblon (FRA)   | آژ۲آر لا موندیال     | ۱۰۴    |

### رده‌بندی کوهستان
| رتبه | رکابزن                   | تیم                | امتیاز |
| ---- | ------------------------ | ------------------ | ------ |
| ۱    | نایرو کینتانا (COL)      | موویستار           | ۱۴۷    |
| ۲    | کریس فروم (GBR)          | تیم اسکای          | ۱۳۶    |
| ۳    | Pierre Rolland (FRA)     | تیم اروپ‌کار        | ۱۱۹    |
| ۴    | جواکیم رودریگز (ESP)     | کاتیوشا            | ۹۹     |
| ۵    | Christophe Riblon (FRA)  | آژ۲آر لا موندیال   | ۹۸     |
| ۶    | Mikel Nieve (ESP)        | ایوسکالتل-ایوسکادی | ۹۸     |
| ۷    | Moreno Moser (ITA)       | کنندیل             | ۷۲     |
| ۸    | Richie Porte (AUS)       | تیم اسکای          | ۷۲     |
| ۹    | رایدر هشادال (CAN)       | گارمین–شارپ        | ۶۴     |
| ۱۰   | Tejay van Garderen (USA) | تیم مسابقه بی‌ام‌سی  | ۶۳     |

### رده‌بندی رکابزن جوان
| رتبه | رکابزن                   | تیم                  | امتیاز    |
| ---- | ------------------------ | -------------------- | --------- |
| ۱    | نایرو کینتانا (COL)      | موویستار             | ۸۴:۰۱:۰۰  |
| ۲    | Andrew Talansky (USA)    | گارمین–شارپ          | + ۱۳:۱۹   |
| ۳    | Michał Kwiatkowski (POL) | امگا فارما-کوئیک‌استپ | + ۱۴:۳۹   |
| ۴    | رومن بارده (FRA)         | آژ۲آر لا موندیال     | + ۲۲:۲۲   |
| ۵    | تام دیمولن (NED)         | آرگوس-شیمانو         | + ۱:۳۰:۱۰ |
| ۶    | Alexandre Geniez (FRA)   | اف‌دی‌جی.اف‌آر          | + ۱:۳۳:۴۶ |
| ۷    | Tejay van Garderen (USA) | تیم مسابقه بی‌ام‌سی    | + ۱:۳۴:۳۷ |
| ۸    | Alexis Vuillermoz (FRA)  | سوجاسون              | + ۱:۳۵:۴۵ |
| ۹    | Tony Gallopin (FRA)      | ریدیوشک–لئوپارد      | + ۱:۵۸:۳۹ |
| ۱۰   | Arthur Vichot (FRA)      | اف‌دی‌جی.اف‌آر          | + ۲:۱۰:۴۶ |

### رده‌بندی تیمی
| رتبه | تیم                  | امتیاز    |
| ---- | -------------------- | --------- |
| ۱    | ساکسو-تینکوف         | ۲۵۱:۱۱:۰۷ |
| ۲    | آژ۲آر لا موندیال     | + ۸:۲۸    |
| ۳    | ریدیوشک–لئوپارد      | + ۹:۰۲    |
| ۴    | موویستار             | + ۲۲:۴۹   |
| ۵    | بلکین پرو سایکلینگ   | + ۳۸:۳۰   |
| ۶    | کاتیوشا              | + ۱:۰۳:۴۸ |
| ۷    | ایوسکالتل-ایوسکادی   | + ۱:۳۰:۳۴ |
| ۸    | امگا فارما-کوئیک‌استپ | + ۱:۵۰:۲۵ |
| ۹    | تیم اسکای            | + ۱:۵۶:۴۲ |
| ۱۰   | کوفیدیس              | + ۲:۰۷:۱۱ |